# 성주중학교 가천분교
성주중학교 가천분교(星州中學校 伽川分校)는 대한민국 경상북도 성주군 가천면 창천리에 있는 공립 중학교이다.

## 학교 연혁
- 1953년 4월 1일 : 가천(伽川)중학교 6학급 설립 인가
- 1953년 5월 26일 : 개교식 거행
- 1974년 12월 27일 : 가천고등학교 9학급 설립 인가
- 2001년 3월 1일 : 가천중학교 3학급 편성
- 2017년 2월 10일 : 중학교 제64회(7명) 졸업
- 2017년 2월 10일 : 고등학교 제70회(19명) 졸업
- 2017년 3월 2일 : 성주중학교가천분교장 개편
- 2024년 1월 3일 : 제71회 졸업(5명)
- 2024년 3월 4일 : 입학식(신입생 2명)

## 참고 자료
- 성주중학교 가천분교 - 한국교육학술정보원 학교알리미